# Maurice Ferré
Maurice A. Ferré (Ponce, Puerto Rico, 23 de junio de 1935-19 de septiembre de 2019) fue  un político puertorriqueño, alcalde de Miami y miembro del Partido Demócrata. Fue el primer puertorriqueño que logró ser alcalde en Estados Unidos y el primer alcalde hispano de Miami.
Fue candidato a congresista en las elecciones de 2010 para el Senado de los Estados Unidos por el estado de Florida que dejó vacante el senador Mel Martínez en las primarias demócratas.

## Primeros años
Fue hijo del empresario José Ferré y sobrino del gobernador de Puerto Rico, Luis A. Ferré.
El padre de Ferré visitó Miami en los años 1920 y se preguntó por qué la ciudad no tenía edificios altos. Fue entonces cuando decidió aventurarse en la construcción y desarrollo inmobiliario de Miami. Al nacer Ferré, José y su familia regresaron a su lugar natal en Ponce.
Se graduó en la Universidad de Miami. Sirvió en la Cámara de Representantes de Florida de 1967 a 1968 y se desempeñó como alcalde de Miami de 1973 a 1985.
De 1993 a 1996 fue vicepresidente de la Junta de Comisionados del condado de Miami-Dade. Participó activamente en campañas políticas nacionales y fue miembro de varias juntas asesoras presidenciales. También trabajó como banquero y consultor de negocios y ocupó varios puestos de investigación y docencia.
El 20 de diciembre de 1995, su hijo, Francisco Ferré Malaussena, su nuera Mariana Gómez de Ferré y su nieto, Felipe Antonio Ferré Gómez, murieron cuando el vuelo 965 de American Airlines se estrelló contra una montaña en Colombia.
En noviembre de 2001 perdió su intento de ser reelegido alcalde de Miami.

## Últimos años
Obtuvo una beca en la Universidad de Princeton y se encontraba escribiend un libro sobre las contribuciones que los hispanos han hecho a la cultura estadounidense.
Maurice Ferré fue una de las fuerzas impulsoras detrás del diálogo INTERMESTIC (unión de "Internacional" y "Doméstico"), que intenta buscar el consenso sobre el problema del estatus político de Puerto Rico desde un punto de vista "internacional" y "doméstico".
Recientemente se pronunció sobre este esfuerzo para tratar con el estado político de Puerto Rico en un discurso ante el Senado puertorriqueño como orador principal durante la sesión especial del Día del Gobernador el 16 de febrero de 2006.
En octubre de 2009, Ferré anunció que se postulaba para el escaño abierto en el Senado de los Estados Unidos de Mel Martínez. Terminó en el último lugar (cuarto, con un 4.9 %) en las primarias demócratas.
Para rendir homenaje a él y a su legado, un distrito de Miami llamado Museum Park adoptó su nombre a principios de 2019.
Tras una lucha contra un cáncer agresivo, murió en su vivienda de Coconut Grove el 19 de septiembre de 2019.